# Giovanni Battista Belzoni
Giovanni Battista Belzoni (Velencei Köztársaság, Padova, 1778. november 15. – Benini Királyság, Gwato, 1823. december 14.) olasz kalandor, felfedező, kincsvadász, aki leginkább egyiptomi tevékenységével szerzett magának hírnevet.

## Életrajza
Giovanni Battista Belzoni, más néven a Nagy Belzoni az észak-itáliai, Padovában született, 1778 november 15-én, egy tizennégy gyermekes családban.
16 éves volt, amikor Rómába utazott hidraulikát tanulni. 1800 és 1803 között Hollandiába, majd innen Angliába ment. Itt ismerkedett meg feleségével, Sarah Bane-nel (vagy Banne), akivel csatlakozott egy utazó cirkuszhoz, amellyel 1812-ben bejárta Spanyolországot, Portugáliát és Szicíliát. 1815-ben Máltán Belzoni találkozott Ismael Gibraltárral, Muhammad Ali pasa  küldöttével, aki részt vett egy a földterületek visszanyerését célzó öntözési programban. Belzoni meg akarta mutatni találmányát, egy hidraulikus szivattyút Mohammad Alinak, amely az öntözés fejlesztésében kaphatott volna fontos szerepet. Belzoni a feleségével együtt Egyiptomba utazott, de a bemutató a pasa udvarában tapasztalt korrupció és érdekellentétek miatt meghiúsult.

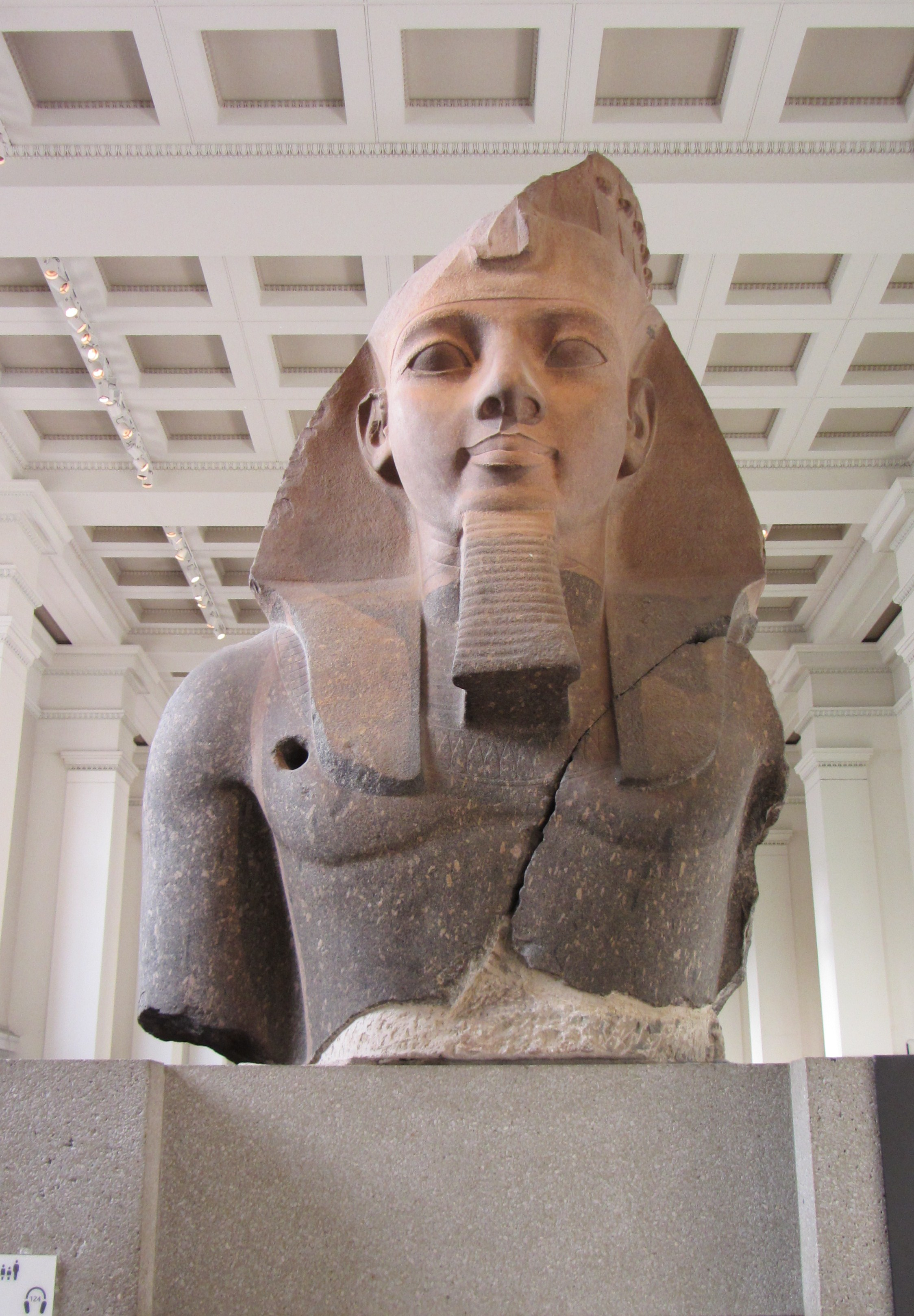
Az Ifjú Memnón-szobor felső része a British Museumban...

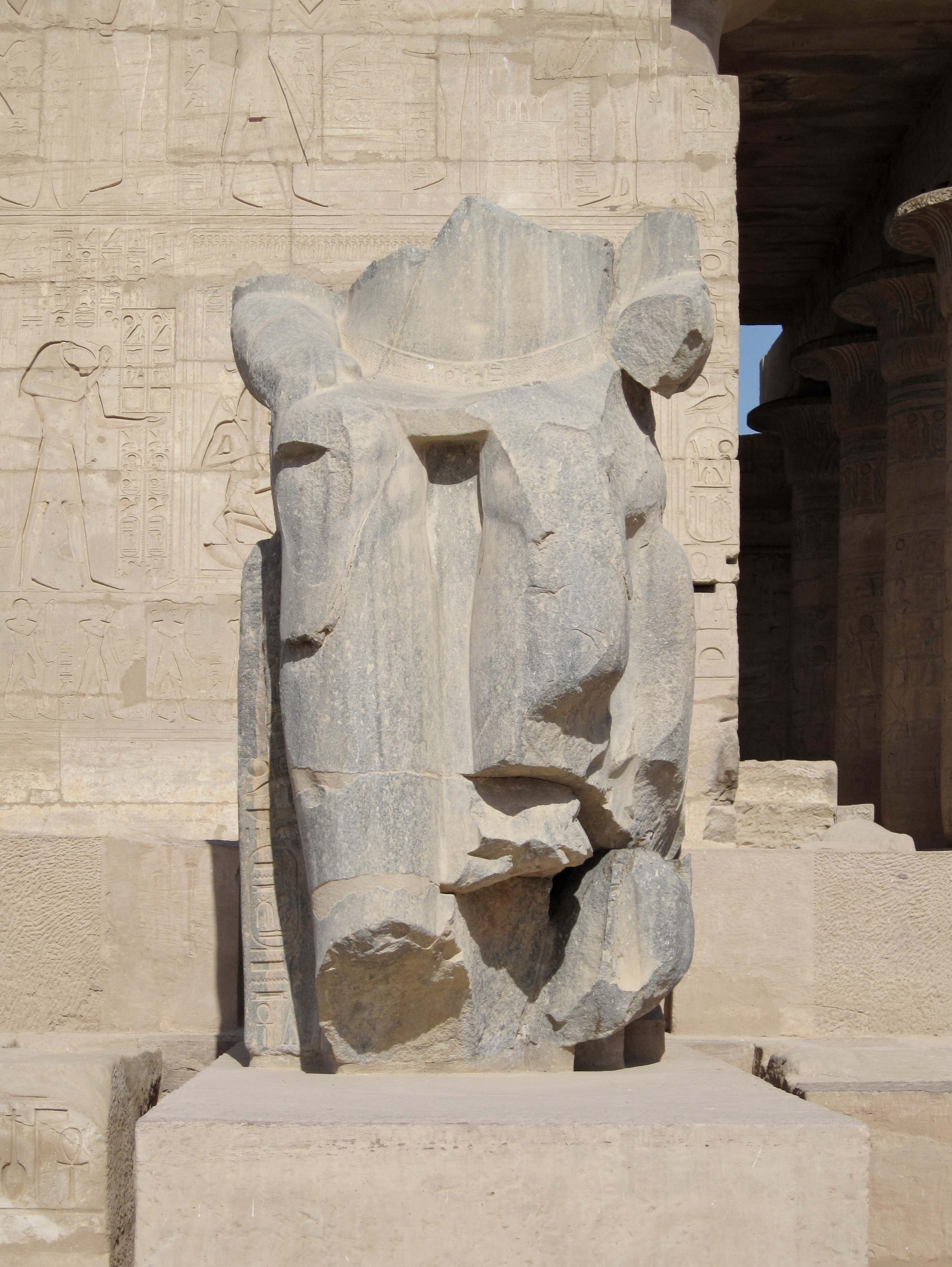
...és alsó része a Ramesszeumban

Belzoni egy utcai támadás során megsérült a lábán, és a pénze is elfogyott, ráadásul a felesége hátfájása is romlott, így Egyiptomban rekedt. Így Johann Ludwig Burckhardt közbenjárására találkozott Henry Salt angol konzullal, aki Thébába küldte őt, hogy a Ramesszeumban található Ifjú Memnón-kolosszust, II. Ramszesz kolosszális szobrát a londoni British Museumnak megszerezze. A szobrot már Napóleon is megpróbálta Párizsba küldeni, de az ő mérnökei kudarcot vallottak. Július 28-tól a legnagyobb nyári melegben, a közelgő áradás és a Ramadán által sürgetve Belzoni felemelte a derékban kettétört szobor 7 tonnás felső részét, majd pár kudarc után, 130 munkás segítségével rámpákat rögtönözve, görgőkön, emelőkkel és kötelekkel vonszolva-irányítva, augusztus 12-ére a Nílushoz szállította. A szobor innen vízi úton jutott el Kairóba, Alexandriába majd végül Londonba, ahol azóta is a British Museum egyiptomi kiállításának egyik fontos darabja. 
A siker nyomán Salt újabb műkincsek felkutatásával és Londonba juttatásával bízta meg, így Belzoni a brit konzul támogatásával beutazta a Nílus völgyét. Utazásának fő célja a British Museum műkincsekkel való ellátása volt, de bevallott cél volt az is, hogy Henry Salt és a saját javára is gyűjtsön. 1817-ben sikeresen feltérképezte a Királyok Völgyét, feltárta I. Széthi sírját, amit időnként még ma is „Belzoni-sír” néven említenek. Felismerte, hogy a ritka, de rendkívül heves áradások mekkora veszélyt jelentenek a völgyben található sírokra, és megoldást próbált találni az állaguk megóvására, bár ebben nem járt sikerrel. 
Miután visszatért Kairóba, a második legnagyobb gízai piramis, Hafré piramisának feltárásával szerzett magának nemzetközi hírnevet. A piramis felnyitása komoly nehézségekbe ütközött, és végül egy ősi kőfejtő módszerrel sikerült szó szerint utat vágnia a piramis felső folyosójába, amely végül 1818. március 2-án járt eredménnyel. A piramis kamrájában a feltárás pontos dátumát gondosan falba véste, mivel számos ellenlábasa igyekezett megkérdőjelezni a felfedezést, vagy legalábbis annak jelentőségét. A korabeli francia és nemzetközi sajtó igyekezett köznevetség tárgyává tenni, például azzal, amikor a piramisban talált csontokról kiderült, hogy nem emberi csontok.
Belzoni utazásai során eljutott Edfu, Elephantiné és Philai templomaihoz, és négy évvel Burkhardt felfedezése után, mintegy meghálálva a neves svájci kutató segítségét, megtisztította az Abu Szimbel-i templomokat a homoktól. További útjai során felkutatta és azonosította a Vörös-tenger partján az ókori Bereniké városát, első modern kori utazóként járt a Baharijja-oázisban is, és eljutott a sivatag mélyén meghúzódó Szíva-oázisba is, ami még korunkban sem egyszerű, annak ellenére, hogy jól kiépített autóút vezet oda.
1819-ben visszatért Londonba, és hamarosan megjelentette az utazásait és kalandjait szemléletesen bemutató, terjedelmes könyvét Narrative of the Operations and Recent Discoveries Within the Pyramids, Temples, Tombs and Excavations in Egypt and Nubia címmel. 1820 és 1821 között az Egyptian Hall-ban állította ki I. Széthi sírjának modelljét méretarányosan kicsinyítve, a sírban talált három szarkofág mellett. A kiállítást 1822-ben Párizsban is bemutatták.
Egyiptomi utazásait követően Afrika belseje keltette fel az érdeklődését, és 1823-ban Timbuktuba indult. Az utazása a korábbiaknál is több nehézséget tartalmazott, így az eredetileg tervezett marokkói útvonal helyett másikat kellett választania. Így jutott el a Benini királyságig, ahol Gwatóban életét vesztette. dizentériában hunyt el, bár az ünnepelt utazó, Richard Francis Burton valószínűsíti, hogy rablógyilkosság áldozatául esett.

## Munkássága

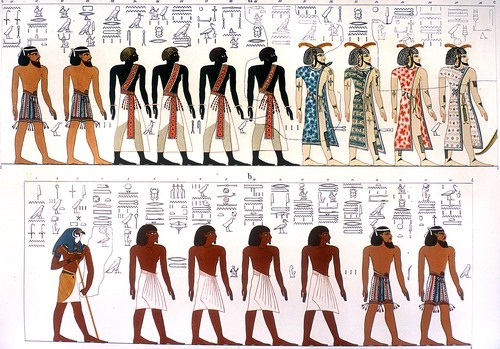
Jelenet I. Széthi sírjából Belzoni beszámolójában: idegenek és ázsiaiak a sír egyik domborművén

Munkásságának megítélése korunkban meglehetősen visszás, és Belzonit legalábbis megosztó személyiségnek szokták tartani, a maga idejében azonban legfeljebb állhatatossága és akadályokat nem ismerő hozzáállása számított kirívónak. Egyiptomi tevékenységét kívülállóként kezdte, és utazásai, munkálatai során apránként fejlesztette tudását olyan szintre, ami egyes egyiptológusok, így Howard Carter bizonyos fokú elismerését is kivívta. A sok jelentős felfedezés mellett ma már számos kétes értékű technikai bravúr is kötődik a nevéhez, például a Hafré-piramis megnyitása a hevítéses-repesztéses kőfejtő eljárással, I. Széthi sírjának felnyitása a Királyok Völgyében faltörő kossal. Belzoni kitartására jellemző volt, hogy amikor egy obeliszkje a hajóról a Nílusba zuhant, addig nem nyugodott, amíg ki nem emeltette.
Nílus-völgyi utazásai során folyamatosan összetűzésbe került a torinói illetőségű Bernardino Michele Maria Drovettivel és annak embereivel, aki francia megbízóinak igyekezett minél több műkincset megszerezni, bármilyen áron. Drovetti veszélyes ellenlábasnak bizonyult, aki lelkiismeret-furdalás nélkül szállt szembe a brit konzullal is, és a bégeket, sejkeket és más helyi hatalmasságokat mindenféle módon igyekezett Belzoni ellen fordítani. (Drovetti később sok gondot okozott Jean-François Champollionnak is.) A Hafré-piramis megnyitása során igyekezett a sajtót is kihasználni a Salt és Belzoni ellen, korábban pedig rendre ellopatta, magának követelte Belzoni felfedezéseit. Ez vezetett oda, hogy Belzoni igyekezett mindenhol kitörölhetetlenül ott hagyni a keze nyomát, rendszerint kőbe vésett feliratok formájában – így történhetett, hogy számos (vagy számtalan?) műemléken, például a Ramesszeumban II. Ramszesz szobrának trónján ott virít a neve.
Megítélésekor mindenképpen figyelembe kell venni a kort, amelyben tevékenykedett. A későbbi kutatók, mint például Auguste Mariette vagy Vyse és Perring tevékenysége sem volt mentes a ma már elfogadhatatlanul durva módszerektől. Ugyanakkor az, hogy felismerte az állagmegóvás szükségességét, a környezeti hatások jelentette fenyegetést (pl. a Királyok völgyében), jelentősen ellensúlyozza a róla kialakult negatív képet.

## Emlékezete
- Belzoni szülővárosában, Padovában utca őrzi a nevét.
- Az Egyesült Államok Mississippi államában van egy Belzoni nevű város, amely az erőművész artista énjének állít emléket.
- Az 1981-es Az elveszett frigyláda fosztogatói film és emlékezetes főhőse, Indiana Jones megálmodásakor George Lucas Belzoni alakját vette alapul.[10]

## Bibliográfia
- Belzoni, Giovanni Battista. Narrative of the Operations and Recent Discoveries Within the Pyramids, Temples, Tombs and Excavations in Egypt and Nubia  (angol nyelven). Brüsszel: H. Remy [1820] (1835). Hozzáférés ideje: 2016. február 7.